# Cao Bưu
Cao Bưu (chữ Hán phồn thể: 高郵市), chữ Hán giản thể: 高郵市, tên cũ là Tần Bưu) là một thành phố cấp huyện thuộc địa cấp thị Dương Châu, tỉnh Giang Tô, Cộng hòa Nhân dân Trung Hoa. Thành phố Cao Bưu nằm ở đồng bằng Dương Tử, ở phía bắc của Khu kinh tế mở phát triển. Cao Bưu có diện tích 1967 ki-lô-mét vuông, dân số năm 2002 là 830.000 người, trong đó dân số thành thị là 150.000 người. Mã số bưu chính là 225600, mã vùng điện thoại là 0514. Cao Bưu được lập năm 223 trước Công nguyên. Các phát hiện khảo cổ gần đây cho thấy có bằng chứng lúa được trồng ở đây từ 5500-7000 năm trước. Năm 1375, dưới thời nhà Minh, một trạm bưu điện đã được xây ở đây, là một trong 46 trạm bưu chính quan trọng dọc theo Đại Vận Hà giữa Bắc Kinh và Nam Kinh.